# جرالد فراید
جرالد فراید (انگلیسی: Gerald Fried؛ ۱۳ فوریهٔ ۱۹۲۸ - ۱۷ فوریهٔ ۲۰۲۳) آهنگ‌ساز اهل ایالات متحده آمریکا بود. وی از سال ۱۹۴۹ میلادی تا ۲۰۲۳ مشغول فعالیت بوده‌است.

## گزیده فیلمشناسی
از فیلم‌ها یا مجموعه‌های تلویزیونی که وی در آن‌ها نقش داشته‌است می‌توان به آثار زیر اشاره نمود.
- روز نبرد (۱۹۵۱) - (مستند کوتاه) - کارگردان: استنلی کوبریک
- هراس و هوس (۱۹۵۳) - کارگردان: استنلی کوبریک
- لیلی (فیلم) (۱۹۵۳) - کارگردان: چارلز والترز
- بوسه قاتل (۱۹۵۵) - کارگردان: استنلی کوبریک
- کشتن (فیلم ۱۹۵۶) (۱۹۵۶) - کارگردان: استنلی کوبریک
- راه‌های افتخار (۱۹۵۷) - کارگردان: استنلی کوبریک
- خون‌آشام (فیلم ۱۹۵۷) (۱۹۵۷) - کارگردان - Paul Landres
- دینو (فیلم) (۱۹۵۷) - کارگردان - توماس کار (کارگردان)
- تیمبوکتو (فیلم ۱۹۵۹) (۱۹۵۹) - کارگردان: ژاک تورنر
- یک سیب‌زمینی، دو سیب‌زمینی (۱۹۶۴) - کارگردان: Larry Peerce
- دود اسلحه (مجموعه تلویزیونی) (۱ قسمت)
- جزیره گیلیگن (مجموعه تلویزیونی) (۳۹ قسمت)
- مأموریت: غیرممکن (مجموعه تلویزیونی) (۶ قسمت)
- راهبه پرنده (۱۹۶۷) (مجموعه تلویزیونی)
- گمشده در فضا (مجموعه تلویزیونی ۱۹۶۵ تا ۱۹۶۸) (مجموعه تلویزیونی) (۲ قسمت)
- امور خانوادگی (مجموعه تلویزیونی) (۲ قسمت)
- برای قهرمانان خیلی دیر است (فیلم) (۱۹۷۰) - کارگردان: رابرت آلدریچ
- نوزاد (فیلم ۱۹۷۳) (۱۹۷۳) - کارگردان: تد پست
- ریشه‌ها (مجموعه تلویزیونی ۱۹۷۷) (مینی‌سریال تلویزیونی) (۷ قسمت)
- مهاجران (رمان) (۱۹۷۸) (تله‌فیلم) - کارگردان: الن جی. لیوای
- وضعیت اضطراری! (مجموعه تلویزیونی) (۲ قسمت)
- ریشه‌ها: نسل‌های بعدی (مینی‌سریال تلویزونی) (۷ قسمت)
- دودمان (مجموعه تلویزیونی ۱۹۸۱) (مجموعه تلویزیونی) (۳ قسمت)
- ریشه‌ها: هدیه (۱۹۸۸) (تله‌فیلم) - کارگردان: کوین هوکس